# STUDIO ViViD
STUDIO ViViD（スタジオビビッド）は、東京都渋谷区代々木一丁目のエフエム富士東京支社内にあるサテライトスタジオである。

## 概要
エフエム富士が東京都内での番組製作・生放送用として、同局東京支社に1992年（平成4年）5月に開設したサテライトスタジオである。主に夜の生放送番組やアーティストがパーソナリティを務める番組が多く発信される。通りに面していて大きく窓があるスタジオとなっている。

### 設備
- 甲府本社スタジオとは違い、同スタジオ外にはスピーカーが設置されておらず、放送中の番組を街頭で聞くことはできない。（開設初期は放送中はスタジオ前にラジカセが置かれ番組を流していたが、立地上受信環境に難があり感度は良くなかった）
- ゲストによっては、観覧人が多すぎて対処できないと予測された場合は、STUDIO ViViDではなく、事前収録で別スタジオで行われる（場所は、都内某所とされている）場合と、スタジオのブラインドを閉め切って放送をする場合がある。
- 現在は新型コロナウイルス感染拡散防止のため生放送の観覧はしばらくの間は中止（非公開放送）となっている[2]。

### STUDIO ViViDから放送している番組
→現在放送中の番組を参照。

### STUDIO ViViDから過去に放送した番組
こちらに記載していない番組については過去に放送した番組を参照。
| 曜日                | 放送期間                      | 放送時間                                                   | 番組名 | パーソナリティ（当時） | 備考 |
| ------------------- | ----------------------------- | ---------------------------------------------------------- | --- | --- | --- |
| 月 - 日             | 番組により異なる              | 番組により異なる                                           | アーティスト出演番組 （黒夢・清春のKIKAナイト、TOSHI IN GOOD VOICE、HAKUEI SPECIAL ROLLING THUNDER、KINETTALK、YONE'S GROOVE BABY C'MON ほか） | (※詳細は番組またはJ'S CHAMP'98の項を参照) | J'S CHAMP'98枠（月 - 木21:00 - 24:00）は1998年4月 - 9月のみ |
| 月 - 木 →月 - 水    | 1992年 - 1998年3月31日        | 24:00 - 26:00                                              | POWER ZZZ | 小島嵩弘、石岡美紀、ANNA、石川よしひろ、米倉利紀、浜本沙良、modern grey(1996年4月～1997年6月) ほか （※いずれも当時）                                                                   | 当初は月 - 木曜日だったが、1997年10月の「黒夢・清春のKIKAナイト LONG VERSION」の23:00枠からの移動、延伸により1日削減（半年後に終了）。                               |
| 月 - 水             | 1998年4月1日 - 1999年3月31日  | 24:00 - 26:00                                              | CLUB ZERO | 石川實 | |
| 月 - 木             | 1993年4月1日 - 1999年3月31日  | 19:00 - 22:00 (※当時)                                      | J-POP SQUARE | ANNA（月） 森下玲可（火） 西任暁子（水） 井上彩名（木） （※いずれも当時） | 当初は月 - 金曜日 新宿ルミネ2タワーレコードサテライトスタジオより移行 1998年10月 - 最終回まで使用                                                                    |
| 月 - 木             | 1992年 - 1996年3月            | 21:00 - 24:00                                              | Radio Viking One-80 | 内田佐知子（月・火） ミシェル・フェレ（水） SHINGO（木） ほか | |
| 月 - 木             | 1996年4月1日 - 1998年3月31日  | 21:00 - 23:00                                              | INTER-ACT QZ | 内田佐知子 ミシェル・フェレ 石川實 みんしる | |
| 月 - 木             | 1999年4月1日 - 2000年3月30日  | 23:00 - 26:00                                              | RADIO GARAXY | 石川實（月・火） 西任暁子（現：西任白鵠、水・木） | |
| 月 - 木             | 不明                          | 21:00 - 23:30                                              | YOYOGI PIRATES | 不明 | |
| 月 - 木             | 2001年10月 - 2003年9月        | 21:00 - 22:00                                              | POP STYLE | 榎本加奈子（LOVE NIGHT） 松岡由樹（GAL'S NIGHT） 畑野浩子（CASUAL NIGHT） 山崎ミッシェル伍牢（HUMAN NIGHT） 小向美奈子（PURE NIGHT） 滝沢沙織（MODE NIGHT） 小池栄子（DYNAMITE NIGHT） | 2001年10月 - 2003年9月までは月 - 木曜帯 2003年10月より金曜へ移行（「HUMAN NIGHT」のみ）                                                                              |
| 金                  | 2003年10月 - 2005年3月        | 23:00 - 24:00                                              | POP STYLE | 山崎ミッシェル伍牢、小向美奈子 ほか | 2001年10月 - 2003年9月までは月 - 木曜帯 2003年10月より金曜へ移行（「HUMAN NIGHT」のみ）                                                                              |
| 月 - 木 （月 - 金） | 1999年4月1日 - 2008年3月31日  | 19:00 - 21:00                                              | J-HITS POWER STATION | 丸山周（月）、西尾祐里（火）、二宮歩美（水）、神田亜紀（木）、NICO（金） ほか （※いずれも当時）                                                                                        | 小田急新宿ミロードサテライトスタジオより移行、2004年4月から本社にて放送開始。                                                                                        |
| 月 - 金             | 2000年4月1日 - 2009年3月31日  | 20:00 - 24:00                                              | RADICAL LEAGUE | （※同番組の項を参照） | 2008年3月までは月 - 木曜。 放送時間の変遷などについては同番組の項を参照。                                                                                            |
| 月 - 金             | 2009年4月1日 - 2011年3月31日  | 21:00 - 24:00                                              | NEVERMIND!! | タイムマシーン3号（月）、マシンガンズ（火）、ななめ45°（水）、波田陽区（木）、かながわIQ（金）                                                                                         | 2010年3月29日まで月曜は清水宏が務めた。 |
| 月 - 金 →月 - 木    | 2009年4月1日 - 2014年3月31日  | 20:00 - 21:00 →19:00 - 19:50                               | FEEL SO MUSE | 間宮優希 | 西麻布のスタジオより移行、2010年10月より本スタジオにて放送。 |
| 月 - 土             | 放送開始不明 - 2009年3月      | 月 - 金 24:00 - 25:00、土 24:00 - 24:30                    | NIGHT WALKERS | 濱田僚子（初代）→小林紀美（2代）→武村貴世子（3代）→稲葉智美（4代、2008年4月 - 2009年3月）                                                                                              | |
| 木                  | 1998年4月2日 - 1999年3月25日  | 24:00 - 26:00 →24:30 - 26:00                               | HITS&HITS WEEKLY COUNTDOWN | みんしる | 1999年10月より30分短縮（「COMING SOON」(パーソナリティ：森ひろこ)開始に伴う）                                                                                        |
| 金                  | 1992年4月 - 1994年3月         | 21:00 - 24:00                                              | 20'S 20 J-POP COUNTDOWN | 入江雅人 | 23時台は富士急行スポンサー枠、ニッポン放送「入江雅人のGo!Go!テレキッズ」開始のため降板。                                                                             |
| 金                  | 1994年4月 - 1996年3月         | 21:00 - 24:00                                              | J-POP20 | 山本シュウ | 23時台は富士急行スポンサー枠、TOKYO FM系「スーパーフライデー オールジャパンベスト20」出演のため降板。                                                                |
| 金                  | 1996年4月 - 2000年9月         | 21:00 - 24:00 →19:00 - 22:00                               | J-TOP20 | あいざわ元気 | 最終1時間は富士急行スポンサー枠 |
| 金                  | 1998年10月 - 2000年3月        | 22:00 - 24:00                                              | RADIO Veep | 井口吾郎（音楽誌Vicious編集長） 井坂綾（金曜日時代） 江藤麻由（土曜日時代） | 2000年4月より土曜深夜へ移行、3時間番組へ |
| 土                  | 2000年4月 - 2002年3月         | 24:00 - 27:00                                              | RADIO Veep | 井口吾郎（音楽誌Vicious編集長） 井坂綾（金曜日時代） 江藤麻由（土曜日時代） | 2000年4月より土曜深夜へ移行、3時間番組へ |
| 金                  | 2000年10月 - 2001年3月        | 21:00 - 24:00                                              | COUNTDOWN GET 40 | 鈴木裕介 | 23時台は富士急行スポンサー枠、「J-TOP20」の後継番組。 |
| 金                  | 2012年4月6日 - 2013年3月29日  | 21:00 - 23:00                                              | WOTA倶楽部 | やさしい雨、市道真央 | |
| 金                  | 放送開始不明 - 2014年9月26日  | 23:00 - 23:30                                              | TAKUI23 | 中島卓偉 | |
| 金                  | 2014年4月4日 - 2014年12月26日 | 24:00 - 24:30                                              | TOKYO GEEK NIGHT | アローディア、小池ジョアンナ | |
| 土                  | 1989年 - 1999年3月27日        | 10:00 - 15:30 (※当時)                                      | SUNSHINE BREEZE | 宅麻仁 江崎エツコ （※当時） | 甲府本社スタジオより移行 1998年4月5日 - 9月27日まで本スタジオより放送 10月4日より新宿ルミネ2タワーレコードサテライトスタジオへ移行され、最終回まで同スタジオで放送。 |
| 土                  | 1999年4月3日 - 2001年3月31日  | 10:00 - 15:55                                              | LET'S SWING SATURDAY | あいざわ元気 菊地由美 | |
| 土                  | 2001年4月7日 - 2010年3月27日  | 10:00 - 15:53 →10:00 - 14:53                               | COUNTDOWN CONNECTIONS | あいざわ元気 井坂綾 丸山周 阿部ひろ | |
| 土                  | 1993年4月 - 1996年3月30日     | 18:00 - 20:55                                              | SATURDAY BREAK UP | あいざわ元気 | |
| 土                  | 1996年4月6日 - 1998年3月28日  | 18:00 - 20:45 →18:00 - 20:40                               | J's Presure μ | 鈴木万由香 | |
| 土                  | 1998年4月4日 - 2008年3月29日  | 18:00 - 20:40 →18:00 - 20:55 →18:00 - 21:55 →17:00 - 20:55 | SATURDAY STORM | 山本シュウ | 1998年4月 - 6月、開始当初の番組名は「THUNDERSTORM」 |
| 土                  | 1992年4月4日 - 1999年3月27日  | 21:00 - 24:00 →21:00 - 23:55                               | WEEKEND Hi! | 大森庸雄 | 甲府本社スタジオより移行 1992年5月30日より本スタジオにて使用開始。                                                                                                   |
| 土                  | 1999年4月3日 - 2005年3月26日  | 21:00 - 24:00                                              | JUNGLE PARADISE | アンバランス BOOMER 劇団ひとり ほか | |
| 土                  | 2005年4月2日 - 2006年3月25日  | 21:00 - 24:00                                              | SATURDAY GLASS SHOW | ダーリンハニー 小島くるみ | |
| 土                  | 放送開始不明 - 1997年9月27日  | 24:00 - 26:00                                              | SATURDAY FUNKY PARK | 中村ゆう子 東京Qチャンネル 片岡大志 山本ゆかり Something ELse ほか | |
| 土                  | 2008年4月 - 2009年3月         | 20:00 - 22:00                                              | OVERSEAS SOUND INVENTORY | 木河淳 | |
| 日                  | 1990年 - 2001年3月            | 11:00 - 15;55 →12:00 - 16:30 →10:00 - 15:55                | SUPER FREAK SUNDAY | バカボン鬼塚 似鳥祐子 井坂綾（番組末期） ほか | 甲府本社スタジオより移行 1992年5月31日より本スタジオにて使用開始。                                                                                                   |
| 日                  | 2001年4月 - 2006年3月26日     | 10:00 - 15:55                                              | POP UP SUNDAY | TAICHI山田 有村昆 西尾祐里 ほか | |
| 日                  | 2006年4月2日 - 2008年3月30日  | 10:00 - 15:55                                              | SUNDAY EXCITING RADIO "CUL-NAVI" | ナラヨシタカ 水木ゆうな | |
| 日                  | 放送開始不明 - 1996年9月29日  | 18:00 - 20:55                                              | GIRLPOP ( - '96) | YUKARI ほか | |
| 日                  | 1996年10月6日 - 2000年3月     | 18:00 - 20:55                                              | J-POPTERIA | 加藤美樹 | |
| 日                  | 2000年4月 - 2005年3月         | 18:30 - 20:55                                              | ALIVE69 | DJ ARCHE | |
| 日                  | 2005年4月 - 2007年9月         | 18:30 - 21:00 →18:30 - 20:50                               | RADIO ARENA | 神田亜紀 | |
| 日                  | 2008年4月 - 2015年3月         | 10:00 - 16:00 ほか                                         | SUNDAY IN THE PARK | ナラヨシタカ 菅野未登利 | |

## ViViD以外の東京都内におけるスタジオ
- かつては、新宿のタワーレコード[3]や小田急新宿ミロード[4]のサテライトスタジオ、港区西麻布に「NISHIAZABU STUDIO」の名称としてのスタジオがあったが、いずれも現在は閉鎖となっている。